# Awka
Awka (tidigare Oka) er en by i den sydlige del af Nigeria. Den er administrativ hovedby i delstaten Anambra og har omkring 300.000 indbyggere (anslået 2006). Befolkningen hører hovedsagelig til den etniske gruppe igbo.
Området omkring Awka var centrum for Nrikulturen som omkring år 900 fremstillede det tidligste dokumenterede bronzehåndværk i Afrika syd for Sahara.